# GP Denain 2009
De 51e editie van de wielerwedstrijd GP Denain werd gehouden op 16 april 2009. De start en finish vonden plaats in Raismes en Denain. De wedstrijd maakte deel uit van de UCI Europe Tour 2009, in de categorie 1.HC.

## Uitslag
| GP Denain 2009 (202,7 km) |                     |                           |          |
| Plaats                    | Naam                | Ploeg                     | tijd     |
| Winnaar                   | Jimmy Casper        | Besson Chaussures-Sojasun | 4u40'18" |
| 2                         | Matthew Goss        | Saxo Bank                 | z.t.     |
| 3                         | Denis Flahaut       | Landbouwkrediet-Colnago   | z.t.     |
| 4                         | Roberto Ferrari     | LPR Brakes-Farnese Vini   | z.t.     |
| 5                         | Stéphane Bonsergent | Bretagne-Schuller         | z.t.     |
| 6                         | Kenny Dehaes        | Katusha                   | z.t.     |
| 7                         | Fabien Bacquet      | Auber 93                  | z.t.     |
| 8                         | Mark Renshaw        | Columbia-High Road        | z.t.     |
| 9                         | Yoann Offredo       | Française des jeux        | z.t.     |
| 10                        | Yukiya Arashiro     | Bbox Bouygues Telecom     | z.t.     |

1959 · 1960 · 1961 · 1962 · 1963 · 1964 · 1965 · 1966 · 1967 · 1968 · 1969 · 1970 · 1971 · 1972 · 1973 · 1974 · 1975 · 1976 · 1977 · 1978 · 1979 · 1980 · 1981 · 1982 · 1983 · 1984 · 1985 · 1986 · 1987 · 1988 · 1989 · 1990 · 1991 · 1992 · 1993 · 1994 · 1995 · 1996 · 1997 · 1998 · 1999 · 2000 · 2001 · 2002 · 2003 · 2004 · 2005 · 2006 · 2007 · 2008 · 2009 · 2010 · 2011 · 2012 · 2013 · 2014 · 2015 · 2016 · 2017 · 2018 · 2019 · 2020 · 2021 · 2022 · 2023 · 2024 · 2025